# Pierre Jacques Dormoy
Pierre Jacques Dormoy, né à Couthenans (Haute-Saône) le 25 novembre 1825 et mort à Bordeaux (Gironde) le 30 juillet 1892, est un gadzarts, ingénieur, inventeur, capitaine d'industrie, créateur des fonderies Dormoy ainsi qu'une personnalité politique et économique bordelaise de confession protestante.
Ses activités politiques bordelaises sont sans doute une des origines de la vocation de son fils, Albert Dormoy, qui fut député de la Gironde.

## Biographie

### Famille
Pierre Jacques Dormoy est né à Couthenans le 25 novembre 1825. Il est l'un des douze enfants issus du mariage en 1813 de Pierre Louis Dormoy (1787-1860) et de Suzanne Marguerite Dormoy (1794-1870). Le nom de famille Dormoy est attesté à Couthenans dès le XVIe siècle. Il est porté par des familles protestantes dont l'activité principale est l'agriculture,. Du mariage de Pierre Jacques Dormoy avec Jeanne Élisabeth Géraud (1835-1892), naît un fils, Albert Dormoy,, futur député de la Gironde.

### Formation
Pierre Jacques Dormoy sort de l’École des Arts et Métiers de Châlons-sur-Marne vers l'âge de 20 ans à l'issue de trois années d'études (1842-1845),.

### Carrière professionnelle

#### Ingénieur
Après quelques années passées comme « ouvrier et dessinateur habile » au sein de quelques-uns des principaux établissements de construction de Paris (il fut notamment contremaître chez Ernest Goüin, où ses aptitudes furent remarquées, et à l'établissement de ferronnerie Tronchon), il devient en 1856, chef d'atelier des voitures et wagons, « chef de la carrosserie » à la Compagnie des chemins de fer du Midi à Bordeaux lors de sa création,.
En 1855, le jeune ingénieur P. J. Dormoy fut chargé de convoyer la première locomotive à Bordeaux.[réf. nécessaire]

#### Capitaine d'industrie
Quelques années plus tard, en 1862, il crée la fonderie Dormoy, une fonderie de bronze « qui réunissait les travaux industriels et quelques travaux d'art », qui prospéra après quelques difficultés initiales et existe encore de nos jours, à Bègles, sous la raison sociale de Maison de la Fonte.

#### Inventeur
Pendant son activité au Chemins de Fer du Midi, Pierre Jacques Dormoy dépose plusieurs brevets. Ces brevets portent en 1853 sur un « système de vitrerie », en 1854, avec Antoine Abraham Champeaux, sur un « laminoir circulaire » pour fabriquer les bandages de roues de chemins de fer,, en 1857, avec Guillaume de Saint-Christophe, sur un mode de graissage dit « graissage hydrostatique ». Ce brevet débouche sur une application industrielle pour les wagons de chemin de fer, la « boîte Dormoy »,. Enfin, en 1859, il brevète, avec Théophile Dubois, un système de « couverture mixte » pour wagons.

### Engagement politique, municipal et culturel

#### Républicain
Membre du Parti républicain bordelais sous l'Empire, il est décrit comme « Républicain sincère et ferme autant que modéré ».

#### Administrateur
Il est conseiller municipal et adjoint au maire de Bordeaux pendant 20 ans, de 1871 à 1892, principalement pour les travaux publics (sous le maire Albert Brandenburg (1878-1884), il est adjoint aux affaires militaires et aux incendies).

#### Philanthrope
Il préside le Cercle Voltaire de Bordeaux et la Société des amis de l'instruction élémentaire qu'il a fondée en 1867,. Il est aussi, dès 1851, l'un des premiers membres de l'actuelle Société des ingénieurs Arts et Métiers.

### Derniers moments
Atteint d'une grave maladie vers 1890, il meurt le 30 juillet 1892 à Bordeaux. De confession protestante, il est inhumé au cimetière protestant de Bordeaux. La direction de la fonderie est reprise par son fils, Albert Dormoy, en 1894,.

## Distinctions
Il est chevalier de l'ordre des Palmes académiques. 

## Hommage
La mairie de Bordeaux lui a rendu hommage en donnant son nom à une place de la commune : la « place Pierre-Jacques-Dormoy ».